# República de los Niños
La República de los Niños (la República dels Nens, en català) és un parc temàtic ubicat a La Plata (Argentina). Fundat el 26 de novembre de 1951 durant la presidència del general Juan Domingo Perón, representa la geografia humana i natural d'una ciutat però amb la grandària reduïda a l'escala dels nens. En un terreny de 53 hectàrees es reproduïxen distints edificis típics d'una ciutat, com ara una església, un banc, edificis dels tres poders de l'Estat, una línia ferroviària, a més a més d'un petit llac, muntanyes, etc. Segons diverses fonts, Walt Disney s'hauria inspirat en aquest parc per dur a terme la construcció del Walt Disney World Resort.